# Cantata dei giorni pari
(Eduardo De Filippo)

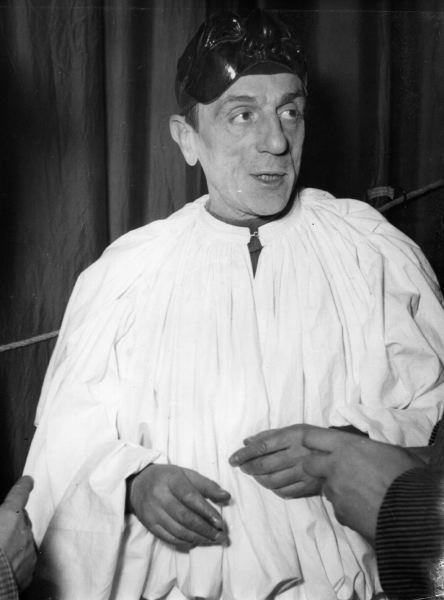
Eduardo De Filippo nei panni di Pulcinella

La Cantata dei giorni pari raccoglie le commedie che Eduardo De Filippo iniziò appena ventenne a scrivere, dal 1920, anno della pubblicazione di Farmacia di turno, al 1942, quando mise in scena Io, l'erede. In questo contesto i "giorni pari" sono intesi come quelli fortunati differenziandoli da quelli negativi, dove va tutto storto, i giorni "dispari" come dicono i napoletani.
La prima pubblicazione,  per Einaudi del 1959 fu insignita nel 1960 del Premio Speciale Viareggio per il Teatro.
Eduardo nel 1975, in occasione della riedizione della raccolta pubblicata per l'editore Einaudi, volle riunire sotto questo titolo di "cantata" quelle commedie che mostrassero il percorso creativo da lui compiuto dai testi, spesso atti unici, elaborati per il teatro di rivista napoletano sino a quelli, specie dopo l'incontro con Luigi Pirandello, che affrontavano temi più impegnati legati alla società borghese.

## Farsa e Teatro d'Arte
(Eduardo De Filippo)
Fu il padre Eduardo Scarpetta che, quasi con un metodo meccanico e ripetitivo, avendo evidentemente colto nel figlio i segni delle sue capacità letterarie, lo spinse a copiare dieci pagine al giorno delle commedie della tradizione teatrale napoletana che era per lo più in dialetto e che venivano considerate dalla critica teatrale del tempo di second'ordine sia per i toni accentuatamente farseschi dei testi, sia perché destinate a un pubblico per lo più popolare che frequentava i teatri di rivista.
I critici non giudicavano negativamente tanto l'uso del dialetto nei testi drammatici, poiché tutto il teatro napoletano è in dialetto, quanto la necessità di abbandonare un genere teatrale fatto di improvvisazioni sulla scena e di lazzi dove il protagonista era la maschera di "Sciosciammocca" per arrivare ad un Teatro d'Arte più "nobile", dai contenuti più seri e rigorosi.
Per Scarpetta la questione era insussistente poiché, egli diceva, ciò che conta è il risultato economico del botteghino ed è questo che contraddistingue la validità di un'opera teatrale. Eduardo invece s'inserisce nella polemica e in "Uomo e galantuomo" esprime le sue idee facendo massacrare da un capocomico, che non a caso nella prima stesura della commedia si chiamava proprio "Sciosciammocca", il dramma alto di Libero Bovio "Malanova".
Con "Natale in casa Cupiello" Eduardo dimostra invece, la possibile conciliazione tra un uso comico e uno drammatico del dialetto per arrivare ad un tipo di commedia dove permanessero assieme i toni comici alla Scarpetta e quelli drammatici del Teatro d'Arte. Questo il senso della raccolta della Cantata dei giorni pari: raccontare la vita, che la commedia ripropone sulla scena, come una inscindibile mescolanza di comicità e tragicità.

## Cronologia delle edizioni e delle opere
Eduardo curò personalmente quattro edizioni della Cantata: la prima del 1959, la terza del 1962, la settima del 1971 e l'ottava, ritenuta la versione definitiva, del 1979.
Nella prima (1959) c'erano 16 commedie, presentate in ordine cronologico:
1. Farmacia di turno (1920)
2. Uomo e galantuomo (1922)
3. Filosoficamente (1928)
4. Sik-Sik, l'artefice magico (1929)
5. Chi è cchiu' felice 'e me! (1929)
6. Quei figuri di trent'anni fa (1929)
7. Natale in casa Cupiello (1931)
8. Gennareniello (1932)
9. Il dono di Natale (1932)[4]
10. Quinto piano, ti saluto! (1934)
11. Uno coi capelli bianchi (1935)
12. L'abito nuovo (1936)
13. Pericolosamente (1938)
14. La parte di Amleto (1940)
15. Io, l'erede (1942)
16. La fortuna con l'effe maiuscola (1942)[5]

Nella terza edizione (1962) il numero delle commedie non cambia, ma La fortuna con l'effe maiuscola lascia il posto a Ditegli sempre di sì (1927)
Nella settima (1971, ristampata uguale fino al 1975), il numero è ancora invariato, ma Eduardo eliminò l'atto unico Il dono di Natale (tratto dalla novella The Gift of the Magi di O. Henry) aggiungendo Non ti pago (1940) (in origine collocata nella Cantata dei giorni dispari, da cui viene ovviamente rimossa). Rivide inoltre i testi di Gennareniello e Io, l'erede. Piccole varianti vennero apportate in Uomo e galantuomo, Quei figuri di trent'anni fa, Natale in casa Cupiello e Sik-Sik, l'artefice magico. Da quest'ultima venne eliminata una didascalia iniziale.
Nell'ottava edizione (1979) le commedie sono 17: a quelle esistenti venne aggiunta solo Requie a l'anema soja / I morti non fanno paura (1926): anche questa era nella Cantata dei giorni dispari, dalla quale viene eliminata nello stesso anno. Rispetto alle edizioni precedenti, Eduardo modificò di nuovo il testo di Gennareniello ed Io, l'erede, portandole ad una terza versione, e modificò Uomo e galantuomo, Quei figuri di trent'anni fa e Natale in casa Cupiello che diventarono seconde versioni.